# Панайотіс Хіурупас
Панайотіс Хіурупас (грец. Παναγιώτης Ξιούρουπας, нар. 4 вересня 1968, Арадіппоу) — кіпрський футболіст, що грав на позиції нападника. По завершенні ігрової кар'єри — тренер.
Виступав, зокрема, за клуб «Омонія», а також національну збірну Кіпру.
Триразовий чемпіон Кіпру. П'ятиразовий володар Кубка Кіпру.

## Клубна кар'єра
У дорослому футболі дебютував 1986 року виступами за команду «Омонія», в якій провів одинадцять сезонів. 
Протягом 1997—2001 років захищав кольори клубу АЕК (Ларнака).
Завершив ігрову кар'єру у команді «Анортосіс», за яку виступав протягом 2001—2003 років. За цей час двічі виборював титул володаря Кубка Кіпру.

## Виступи за збірну
У 1987 році дебютував в офіційних матчах у складі національної збірної Кіпру.
Загалом протягом кар'єри в національній команді, яка тривала 10 років, провів у її формі 18 матчів, забивши 2 голи.

## Кар'єра тренера
Розпочав тренерську кар'єру невдовзі по завершенні кар'єри гравця, 2006 року, увійшовши до тренерського штабу клубу АЕК (Ларнака).
Протягом тренерської кар'єри також очолював команди «Алкі» та «Ерміс», а також входив до тренерського штабу клубу «Еносіс».
Наразі останнім місцем тренерської роботи був клуб «Ерміс», головним тренером команди якого Панайотіс Хіурупас був протягом 2011 року.

## Титули і досягнення

### Командні
- Чемпіон Кіпру (3):

«Омонія»: 1986-1987, 1988-1989, 1992-1993
- Володар Кубка Кіпру (5):

«Омонія»: 1987-1988, 1990-1991, 1993-1994
«Анортосіс»: 2001-2002, 2002-2003
- Володар Суперкубка Кіпру (5):

«Омонія»: 1987, 1988, 1989, 1991, 1994

### Особисті
- Кращий гравець чемпіонату Кіпру: 1990-91